# Aigialosuchus
Aigialosuchus är ett utdött släkte krokodildjur med endast en känd art, Aigialosuchus villandensis, vars kvarlevor har hittats i form av isolerade tänder i den geologiska formation som kallas Kristianstadsbassängen i Skåne, Sverige. Tillsammans med liknande analyser på mosasaurier som hittats i formationen (bland annat Tylosaurus och Platecarpus) så har tänder från Aigialosaurus spelat stor roll i forskningen på tillväxtringar i tänderna på utdöda djur, ett fenomen som upptäcktes redan under 1800-talet och som liknar det man ser i årsringarna hos träd. Dessa tillväxtringar kunde visa på att Aigialosaurus tandersättning fungerade ungefär som hos moderna krokodildjur.